# Liste der Einträge im National Register of Historic Places im Aleutians West Census Area
Die Liste der Registered Historic Places im Aleutians West Census Area führt alle Bauwerke und historischen Stätten im Aleutians West Census Area des US-Bundesstaates Alaska auf, die in das National Register of Historic Places aufgenommen wurden.

## Adak
- Adak Army Base and Adak Naval Operating Station

## Aleutian Islands
- Attu Battlefield and U.S. Army and Navy Airfields on Attu
- Japanese Occupation Site, Kiska Island
- Temnac P-38G Lightning

## Ananiuliak Island
- Ananiuliak Island Archeological District

## Atka
- Atka B-24D Liberator

## Fort Glenn
- Cape Field at Fort Glenn (Umnak Island)

## Nikolski
- Anangula Archeological District
- Chaluka Site
- St. Nicholas Church

## Pribilof Islands
- Fur Seal Rookeries

## St. George Island
- St. George the Great Martyr Orthodox Church

## St. Paul Island
- Sts. Peter and Paul Church

## Unalaska
- Church of the Holy Ascension
- Dutch Harbor Naval Operating Base and Fort Mears, U.S. Army
- S.S. NORTHWESTERN Shipwreck Site
- Sitka Spruce Plantation